# Luigi Settino
Luigi Settino (San Pietro in Guarano, 6 gennaio 1897 – Dosso Faiti, 14 maggio 1917) è stato un militare italiano.
Soldato del 30º Reggimento fanteria "Pisa" durante la prima guerra mondiale, fu decorato di Medaglia d'oro al valor militare alla memoria.

## Biografia
Nacque a San Pietro in Guarano il 6 gennaio 1897, dopo lo scoppio della prima guerra mondiale fu arruolato nel Regio Esercito. Inquadrato come soldato nella 5ª Compagnia, 30° Reggimento fanteria, della Brigata “Pisa”, cadde in combattimento sul Dosso Faiti il 14 maggio 1917. L'esplosione di una granata d'artiglieria gli asportò le braccia e le gambe ferendolo anche alla faccia, e soccorso da un plotone di rincalzi rifiutò le cure incitando i soldati a raggiungere la zona d'operazioni.  Più tardi fu nuovamente soccorso, ma rifiutò di farsi trasportare nelle retrovie chiedendo al suo comandante di poter morire in trincea, tra i suoi compagni. Sua Maestà il Re Vittorio Emanuele III gli conferì motu proprio la Medaglia d'oro al valor militare alla memoria con provvedimento del 10 settembre dello stesso anno. Per onorarne la memoria il suo paese gli intitolò l’istituto comprensivo e di una via, mentre due lapidi furono poste nella chiesa parrocchiale. A Cosenza gli fu intitolata la Caserma del reggimento bersaglieri.

### Annotazioni
1. ↑  Una delle due lapidi di San Pietro in Guarano realizzate in data maggio 1932 è stata attualmente spostata sul piccolo fiume Sponsa e rinnovata nella forma.

### Fonti
1. 1 2 3 4  Liberti 2015, pp. 7-10.
2. 1 2 3  Pallavicini 1919, p. 292.

### Periodici
- Rocco Liberti, Medaglie d'oro al valor militare concesse a Calabresi della provincia di Cosenza per atti eroici compiuti durante la Grande Guerra, in Calabria Sconosciuta, n. 145, gennaio-marzo 2015,  pp. 7-10.